# Амбатулах (Антананариву)
Община Амбатуляхи (на малгашки: Ambatolahy) е община (каоминина) в Мадагаскар, провинция Антанариву, регион Вакинанкарача, окръг Антанифуци. Населението на общината през 2001 година е 8646 души.